# Alejandra Torres (política argentina)
Liliana Alejandra Del Carmen Torres (Córdoba, Argentina; 12 de diciembre de 1960) es una abogada y política argentina del Partido Justicialista. Es Diputada de la Nación por Córdoba desde 2023.

## Biografía
Abogada de la Universidad Nacional de Córdoba, recibió el Premio Mención Especial y premio Mauricio Yadarola, año 1984 de la Universidad Nacional de Córdoba. Torres fue Investigadora del Instituto de Estudios de la Realidad Argentina y Latinoamericana (IERAL) de la Fundación Mediterránea y Directora del Instituto de Trabajo y Seguridad Social de la Fundación Novum Millenium y de IDESA.
A nivel privado, trabajó como consultora externa de diversos organismos internacionales como el BID, Banco Mundial, en más de 10 países de América Latina y el Caribe. 
A nivel público, ocupó diversos cargos de la administración pública a nivel nacional, provincial y municipal; liderando los procesos de modernización y transformación digital de la provincia de Córdoba y la Municipalidad de Córdoba. 
A nivel nacional, fue Gerente de Legal y Técnica en la Superintendencia de Riesgo del Trabajo de la Nación (1997) y Gerente de Planificación del Instituto Nacional de Recursos de la Seguridad Social -INARSS- (2002).
A nivel provincial, Torres fue Secretaria de Planificación y Control del Gobierno de la Provincia de Córdoba (2007-2011); Secretaria de Planeamiento y Modernización del Gobierno de la Provincia de Córdoba (2017-2019). A nivel municipal, fue Secretaria de Planeamiento, Modernización y Relaciones Internacionales de la Municipalidad de Córdoba (2019- 2023).
A nivel académico, es miembro titular del Comité Científico Académico del Programa Escuela Federal de Gobierno de la Facultad de Derecho (Universidad Nacional de Córdoba); Docente de la Diplomatura en Diseño de Ciudades Sustentables e Inteligentes (Universidad Siglo 21). 
Fue electa Diputada de la Nación por Córdoba en las elecciones legislativas de 2023, en el segundo puesto de la lista Hacemos por Nuestro País.
El 9 de octubre de 2024 se ausentó a una sesión legislativa clave alegando tener COVID. Durante la misma se debatía el veto de Javier Milei a un proyecto de ley que evitaba el desfinancianciamiento de las universidades. Su caso fue comparado con los de Lucila Crexell y Pedro Galimberti.

## Historial electoral
| Año  | Candidatura                       | Partido/Coalición                              | Elección     | votos   | Porcentaje       | Resultado                |
| ---- | --------------------------------- | ---------------------------------------------- | ------------ | ------- | ---------------- | ------------------------ |
| 2023 | Diputado de la Nación por Córdoba | Partido Justicialista/Hacemos por Nuestro País | Legislativas | 679.603 | \| \| 29,87 % \| | Electo (2.º lugar lista) |
|      | 29,87 %                           |                                                |              |         |                  |                          |